# Józef Chwedczuk
Józef Chwedczuk (* 22. Februar 1902 in Warschau; † 9. Januar 1979 in Krakau) war ein polnischer Organist und Musikpädagoge.
Chwedzuk studierte Orgel bei H. Makowski an der Musikhochschule und bei Bronisław Rutkowski am Konservatorium in Warschau. Hier besuchte er auch die Klassen für Musiktheorie von Kazimierz Sikorski und Jan Adam Maklakiewicz. Bis zum Zweiten Weltkrieg unterrichtete er an der Warschauer Musikhochschule, während des Krieges war er in der Polnischen Heimatarmee aktiv und beteiligte sich auch am Warschauer Aufstand.
Nach dem Krieg übernahm Chwedczuk parallel zu seinem Lehrer Rutkowski eine Orgelklasse an der Musikakademie Krakau. Zu seinen Schülern zählten u. a. Jacek Kulig und Karol Mrowiec. Nach dem Tod Rutkowski übernahm er die Leitung des Lehrstuhls für Orgel, den er bis zu seiner Pensionierung 1972 innehatte. Von 1969 bis 1972 war er zudem Rektor der Musikakademie.
Als Organist widmete sich Chwedczuk besonders den Komponisten der Renaissance und des Frühbarock, zudem gehörten Werke von Bach und Händel bis zu Brahms, Reger, Franck und Messiaen zu seinem Repertoire. Für seine Verdienste wurde er mit dem Verdienstorden der Volksrepublik Polen, dem Preis des Ministeriums für Kunst und Kultur und dem Komturkreuz des Orden Polonia Restituta ausgezeichnet.